# Андрійчук Віктор Григорович
Віктор Григорович Андрійчук (народився 1932 р. у с. Рачин Горохівського району Волинської області) — український економіст, завідувач кафедри світового господарства і міжнародної економічної інтеграції Українського державного університету фінансів та міжнародної торгівлі, доктор економічних наук, професор, проректор з наукової роботи, професор кафедри міжнародної економіки Української академії зовнішньої торгівлі академік Академії наук вищої школи України, заслужений діяч науки і техніки України (2008).
Закінчив Львівський торгово-економічний інститут у 1953 році. Після цього 12 років працював на відповідальних посадах у торгівлі. Досліджує механізми регулювання зовнішньо-економічної діяльності України, тенденції глобалізації та лібералізації у світових господарських відносинах.
Захистив кандидатську дисертацію в Київському науково-дослідному інституті міністерства торгівлі СРСР, де його залишили працювати.
Він — автор понад 400 наукових праць, у тому числі навчальних посібників і монографій.

Основні наукові праці: 
"Организация управления торговым предприятием", Москва, 1974; 
"Совершенствование планирования и торговли". К., 1986; 
"Зовнішньоекономічні зв’язки України: реалії, проблеми і шляхи їх вирішення" // ІР. 1994. № 3; 
"Ринок товарів народного споживання України: основні напрями і пріоритети формування (внутрішні та зовнішні аспекти)". К., 1995; 
"Можливі сценарії, реалії та проблеми інтеграції України в світове господарство" // ПЧ. 1998. № 2.

## Звання, нагороди
- Заслужений діяч науки і техніки України.[2]
- Орден Петра Могили.
- Почесний знак «Відмінник освіти України».
- Нагрудний знак «За сумлінну працю» 1-го ступеня.